# 諾桑覺寺
《諾桑覺寺》（英語：Northanger Abbey），是英國小說家简·奥斯丁的小說。1817年出版。
根据卡桑德拉·奥斯丁的回忆录，简·奥斯丁于1798年到1799年间就已经完成了这部作品（当时的书名是《苏珊》），1803年完成修订，并以10英镑的价格卖给了伦敦的一家出版商克罗斯比公司（Crosbie & Co.）。然而书稿在书商的架子上闲置多年始终未获出版。直到奥斯丁已经出版了四部畅销小说之后，她的哥哥亨利才以完全相同的价格将书稿买回。奥斯丁对书稿再次进行了修订。1817年12月，奥斯丁去世后，本书与《劝导》一起作为四卷本的头两卷正式出版。

## 主要情节
17岁的凯瑟琳·莫兰陪伴富有无子的邻居艾伦夫妇到巴斯度假，结识了新潮时髦的索普兄妹和有教养的蒂尔尼兄妹。后者邀请她到他们的宅第——诺桑觉寺做客。凯瑟琳非常着迷于当时的哥特式小说，她期待着能在古老神秘的大宅里发现一些黑暗的秘密。正是受到哥特式小说的影响，凯瑟琳对过世的蒂尔尼夫人的死因胡猜乱想，亨利知晓后责备了凯瑟琳，让她倍感惭愧。之后蒂尔尼将军无情的下了逐客令，凯瑟琳心灰意冷的回到家中。
另一方面，曾和凯瑟琳的哥哥订婚的伊莎贝拉·索普结识了亨利的哥哥蒂尔尼上校后取消了与莫兰家的婚约。凯瑟琳的巴斯之行似乎带来了一串恶果。
好在亨利随后到莫兰家造访，澄清了一切误会。原来蒂尔尼将军受约翰·索普的误导以为凯瑟琳是富有的女继承人，于是刻意撮合她与亨利；后来他发现凯瑟琳没有多少财产，就气急败坏的赶走了她。但是亨利已经爱上了凯瑟琳，并向她求婚。最后有情人终成眷属。

## 主要角色
- 凯瑟琳·莫兰（Catherine Morland），小说的主人公，17岁，纯真善良，热爱哥特式小说。
- 亨利·蒂尔尼（Henry Tilney）。蒂尔尼将军的次子。二十多岁的年轻牧师，聪明有教养、喜欢讽刺。
- 约翰·索普（John Thorpe）。傲慢自大的年轻人，追求凯瑟琳。
- 伊莎贝拉·索普（Isabella Thorpe）。工于心计的年轻女子。与凯瑟琳的哥哥詹姆斯订婚。
- 蒂尔尼将军（General Tilney）。性格严厉的退伍军人。实则势利自私。
- 埃利诺·蒂尔尼（Eleanor Tilney）。亨利的妹妹。个性温柔顺从。
- 弗雷德里克·蒂尔尼（Frederick Tilney）。亨利的长兄，上校军衔的军人。是个不负责任的花花公子。

## 改编作品
- 《諾桑覺寺》：1986年A&E和BBC出品的电视电影，演出男主角彼得·佛斯；女主角為凯瑟琳·丝奇莱欣格。
- 《諾桑覺寺》：2007年ITV出品的电视剧，作为其“奥斯丁季”的作品之一，由安德鲁·戴维斯（Andrew Davies）编剧。演出男主角為约翰·约瑟夫·菲爾德，女主角為費莉絲蒂·瓊斯。

## 外部連結
- Northanger Abbey - 古腾堡计划
- 諾桑覺寺（页面存档备份，存于） - 英文版音频